# Camponotus pexus
Camponotus pexus är en myrart som beskrevs av Santschi 1929. Camponotus pexus ingår i släktet hästmyror, och familjen myror. Inga underarter finns listade.